# 地体
在地质学上，地体是地壳物质的碎块，它或者在一个板块上形成，或者从一个板块上断裂而成，后来增生（或者叫“缝合”）到另一个板块之上。这时，这一地壳块或碎片仍保有它自己独特的地史，而和周边区域不同（因此，偶然也用外来地体这一术语）。地体和它所附着的地壳之间的缝合线通常是一个断层。

## 概念的提出
地体的概念是在1970年代对北美洲复杂的科迪勒拉造山带的研究中提出的。在板块构造论的新观念发展起来之前，这一造山带始终呈现出一种明显的难以解释的“不可化约的复杂性”。而板块构造论则指出，这一造山带的形成，实际上是一些地壳碎块远离它们的诞生地，在“漂移”了几千英里之后，抵达并碰撞在一条异地的海岸之上的结果。这样的地壳碎块因而被地质学家命名为增生地体。
“很快人们就认为，这些外来的地壳碎片实际上是在相当遥远的地区起源，成为‘可疑地体’的。这些遥远的地区离起这些地体最终止步的造山带，动辄有数千千米之遥。由此推论，现在的造山带本身是一幅不断增大的拼贴画，由起源于环太平洋地区的为数众多的地体构成，它们现在都通过大断层彼此‘焊接’在一起。这个概念马上就被用于其他的更老的造山带，比如北美洲的阿巴拉契亚造山带。……支持这一新假说的，不仅有构造学和岩石学的研究，还有动物区系的生物多样性和古地磁的研究。”（Carney et al.）
如果一个地体体现了多次重复的增生事件，因而具有较复杂的地史和构造，则可以称之为超地体。

## 地体的运动
在板块构造论描述的岩石圈型式中，地体并不是一个独立的微板块，而是在一个较大的包含了其它地壳物质——通常是洋壳物质——的板块之上的地壳块。当这个板块和与其他类型的地壳相关的板块相碰撞时，它上面的地体就会增生到这个新板块之上。典型的增生地体或者是大陆地壳的一部分，因构造运动而从其他的板块上面分裂下来；或者是在距离很远的消减带形成的古岛弧的残余。在一些偶然的情况下，还会有第三个板块参与地体的运动，它通常是大洋型的，能把地体驮运较远的距离并拼贴在另一个板块之上。
地体从一个板块向另一个板块的转移，通常发生在驮运它的板块消减到它后来所附着的板块之下的过程中。当前者被迫插入到后者的地壳中的时候，地体即和因消减而密度增大的前者解离，并在这个过程中所产生的力量的驱动下转移到后者之上，要么凌驾到后者本身已经承载的地壳物质之上，要么与之相互挤压。如果接受的板块是大洋型的，那么这个过程发生在洋底，从而对较薄的洋壳产生影响。如果接受板块是大陆型的，那么这个过程将发生在陆地上，从而产生十分复杂的地貌。不过，通常来说，接受板块部分为大洋型，部分为大陆型。
地体的运动会不会改变板块边界，目前还不很清楚。由于地体自己并不构成一个板块，因此如果一个板块边界因地体增生而发生变动，这说明这些增生地体实际上含有板块的碎片，或者在其下发生了一些尚不为人知的创造新板块物质的构造运动；还有一个可能是，驮运地体的板块在老的消减带停止活动之后，又在地体之下制造了新的消减带，而原先的老消减带本来是位于地体与接受板块的缝合线之下的。这最后一种情况看来是较合理的，在这种情况之下，不光是地体，连消减板块的一些“搁浅”的碎块也都缝合到接受板块之上，虽然它们仍然处于地下。相关的研究还在继续。

## 对地体概念的批评
中国大陆具有比北美洲复杂得多的地史。研究表明它是由众多的小地块拼合而成的，因此地体的概念在提出之后，很快就被用于中国地质的分析。但是有中国学者对这个概念提出了异议，认为它是一个冗余的、创立必要性不大的概念。如果一个地体的底部是软流圈的低速高导层，部分岩石熔融，那么它就是微板块；如果其底部是并未深及软流圈的逆掩断层，那么它就是推覆体；如果尚不知道其底部的性质，则可以称之为“地块”。这些概念都早已为地质学界使用，因此再增加一个“地体”术语，实在没有多少必要性。近年来，国际上“地体”的使用者越来越少。